# Каприле, Винченцо
Винче́нцо Капри́ле (итал. Vincenzo Caprile; 24 июня 1856, Неаполь, Королевство Италия — 23 июня 1936, там же) — итальянский живописец, писавший картины в стиле натурализма и смоляной школы.

## Биография

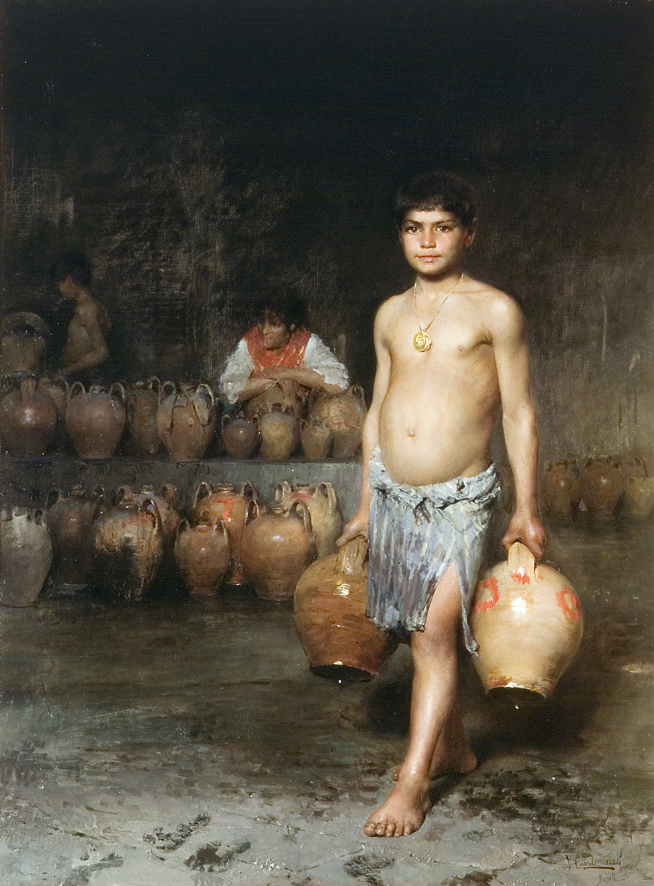
«Водоносы квартала Санта-Лючия» (1884). Холст, масло. Национальная галерея современного искусства, Рим

Родился в Неаполе 24 июня 1856 года в семье Луиджи Каприле и Антоньетты, урождённой Фисконе. В 1874—1877 годах обучался живописи в Институте изящных искусств (ныне Академия изящных искусств) в Неаполе у Габриеле Змарджасси и Акилле Каррилло, затем у Доменико Морелли. Принадлежал к направлению художников смоляной школы, вместе с друзьями Федерико Россано и Алчесте Камприани. Дебютировал на выставке Общества продвижения изящных искусств Сальваторе Роза в 1873 году в Неаполе с картиной «Приданое Риты». В 1874—1888 годах принимал активное участие на выставках на родине и за рубежом.
В 1888 году получил звание почётного профессора Института изящных искусств в Неаполе. Следующий год проработал в столице Аргентины, рисуя, главным образом, портреты. По возвращении в родной город писал виды Кампании и сцены из жизни неаполитанцев. На выставке 1905 года в Венеции его картина «Явление» получила высокую оценку у критиков. Последнюю треть жизни Каприле делил между Неаполем и Венецией. В последней он проводил каждую весну. Умер в Неаполе 23 июня 1936 года.